# Де Маджистрис, Луиджи (политик)
Луиджи де Маджистрис (итал. Luigi de Magistris; род. 20 июня 1967 года, Неаполь, Италия) — итальянский политик и борец с Каморрой. Мэр Неаполя с 2011 по 2021 год. С 2022 года он был представителем коалиции Народный союз.

## Биография
В 1985 году окончил среднюю школу «Pansini».
10 июля 1990 года получил диплом о высшем образовании по специальности «юрист» в Неаполитанском университете имени Фридриха II.

### Прокурор и судья
В 1993 году сдал экзамен для поступления на службу в судебные органы и становится судебным аудитором в Неаполе, а с 1995 года — заместитель прокурора Республики при суде в Катандзаро.
В 1998 году вернулся в Неаполь и занял пост заместителя прокурора Республики при суде. В 2003—2008 годах вновь проходил службу в Катандзаро. В 2008—2009 году вновь служит в Неаполе в должности судьи Апелляционного суда.
Он имеет репутацию бескомпромиссного борца с каморрой, врага коррупционеров и криминалитета.
Его расследования часто сталкивались с политическими препятствиями, предпринимались попытки подвергнуть его внутренним дисциплинарным мерам. Одно из его расследований (Inchiesta Why Not) привело к отставке министра юстиции Италии Клементе Мастелла, а в 2008 году и к падению левоцентристского правительства во главе с Романо Проди.
20 апреля 2016 года судьи 1-й секции суда Салерно оправдали за отсутствием состава преступления всех шестерых подозреваемых по делу, в рамках которого Де Маджистрис обвинялся в том, что его расследования Why Not и Poseidon были основаны на заговоре нескольких должностных лиц из правоохранительной системы.

### Депутат Европарламента
В 2009 году избран депутатом Европейского парламента. С 16 по 19 июля 2009 года — член Комитета, а с 20 июля 2009 года по 18 июля 2011 года — председатель Комитета Европейского парламента по контролю за бюджетом Европейского союза. С 16 сентября 2009 года по 18 июля 2011 года член Делегации по отношениям с странами Ближнего Востока.

### Мэр Неаполя
На выборах мэра Неаполя, как представитель антикоррупционной партии «Италия ценностей», получил поддержку 65 % активных избирателей города. С 30 мая 2011 года занимает пост мэра Неаполя.
Мэру и его команде удалось побороть свалки, в городе запущены социальные программы помощи безработным и пожилым неаполитанцам. Удалось разгрузить общественные поликлиники и больницы, в целом улучшить состояние здравоохранения в городе. Неаполь очищается от организованной преступности.
В течение первых двух лет правления в городе было покончено с несколькими серьёзными организованными преступными группировками. 24 мая 2011 года был задержан входящий в список 30 наиболее опасных преступников Италии Джузеппе Делл’Аквила.
В конце 2012 года им создана общенациональная партия «Оранжевое движение», идеология которой носит антимафиозный и левый характер. Её сменила политическая ассоциация «Демократия и Автономия» (Democrazia e Autonomia), в 2017 году преобразованная в самостоятельную партию и присоединившаяся к коалиции левых «Свободные и Равные» (Liberi e Uguali).

## Семья
Его отец, дед и прадед были судебными чиновниками.
Женился на Марии Терезе Дольче в 1998 году. У супругов двое сыновей (2000 и 2004 годов рождения)